# 문화유산 장학퀴즈
《문화유산 장학퀴즈》는 OBS경인TV와 국가유산채널이 공동 기획한 텔레비전 프로그램이다.

## 기획 의도
자랑스러운 국가유산이 품고 있는 이야기를 쉽고 유익하게 알리고자 기획한 프로그램이다.

## 방영 목록
| 회차   | 방송일    | 참가자 | 소속                           |
| 2022년 | 2022년    | 2022년 | 2022년                         |
| ------ | --------- | ------ | ------------------------------ |
| 1회    | 12월 24일 | 이문혁 | 인천 가정고등학교              |
| 1회    | 12월 24일 | 최민서 | 인천 세일고등학교              |
| 1회    | 12월 24일 | 조현준 | 경기 원미고등학교              |
| 1회    | 12월 24일 | 김도현 | 경기 광문고등학교              |
| 1회    | 12월 24일 | 김예원 | 경기 양지고등학교              |
| 1회    | 12월 24일 | 결과   | 최민서 학생이 기장원으로 선정. |
| 2회    | 12월 31일 | 강경민 | 인천 세일고등학교              |
| 2회    | 12월 31일 | 김유진 | 경기 풍무고등학교              |
| 2회    | 12월 31일 | 민효주 | 경기 군포고등학교              |
| 2회    | 12월 31일 | 이수안 | 경기 심석고등학교              |
| 2회    | 12월 31일 | 이승민 | 서울 선유고등학교              |
| 2회    | 12월 31일 | 결과   | 김유진 학생이 기장원으로 선정. |
| 2023년 |           |        |                                |
| 3회    | 1월 7일   | 강진아 | 경기 소명여자고등학교          |
| 3회    | 1월 7일   | 김가현 | 인천 가림고등학교              |
| 3회    | 1월 7일   | 김시원 | 경기 원미고등학교              |
| 3회    | 1월 7일   | 이정진 | 경기 성일고등학교              |
| 3회    | 1월 7일   | 장지훈 | 서울 한성고등학교              |
| 3회    | 1월 7일   | 결과   | 김가현 학생이 기장원으로 선정. |
| 4회    | 1월 14일  | 이종원 | 경기 함현고등학교              |
| 4회    | 1월 14일  | 주수영 | 경기 성일고등학교              |
| 4회    | 1월 14일  | 장규찬 | 경기 심석고등학교              |
| 4회    | 1월 14일  | 금빛나 | 서울 동일여자고등학교          |
| 4회    | 1월 14일  | 배승주 | 서울 인창고등학교              |
| 4회    | 1월 14일  | 결과   | 장규찬 학생이 기장원으로 선정. |
| 5회    | 1월 21일  | 최민서 | 인천 세일고등학교              |
| 5회    | 1월 21일  | 김가현 | 인천 가림고등학교              |
| 5회    | 1월 21일  | 김유진 | 경기 풍무고등학교              |
| 5회    | 1월 21일  | 장규찬 | 경기 심석고등학교              |
| 5회    | 1월 21일  | 결과   | 장규찬 학생이 왕중왕으로 선정. |